# Інститут сироватки крові Індії
Інститут сироватки крові Індії (англ. Serum Institute of India) — індійська біотехнологічна та фармацевтична компанія. Це найбільший у світі виробник вакцин. Підприємство розташоване у місті Пуне, Індія, і було засноване Сайрусом Пунавалою в 1966 році. Компанія є дочірньою компанією холдингової компанії Poonawalla Investment and Industries.

## Огляд
Інститут сироватки крові Індії був заснований в 1966 році в Пуне. Компанія взялася за виробництво імунобіологічних препаратів, які імпортувались до Індії за високими цінами. Серед перших продуктів Інститут сироватки крові у великих кількостях виробляв імуноглобулін проти правця, зміїні антитоксини, адсорбовану коклюшно-дифтерійно-правцеву вакцину та вакцину MMR. Лінійка продуктів компанії була розширена, включивши різні типи вакцин проти бактеріальних або вірусних інфекцій, комбіновані вакцини, вакцину проти грипу та менінгококову вакцину. Крім вакцин компанія також виробляє антисироватки, плазму крові та гормональні продукти. Станом на 2014 рік, вакцини, вироблені Інститутом сироватки крові Індії, використовувались у міжнародних програмах вакцинації, що проводяться Всесвітньою організацією охорони здоров'я (ВООЗ), ЮНІСЕФ та Панамериканською організацією охорони здоров’я (ПООЗ). Сьогодні Інститутом сироватки крові Індії керує Poonawalla Group і займається дослідженнями, розробками та виробництвом.
У 2009 році компанія розпочала розробку інтраназальної вакцини проти свинячого грипу. Першим міжнародним придбанням компанії стала Bilthoven Biologicals, фармацевтична компанія в Нідерландах, придбана у 2012 році. У 2016 році, за підтримки американської організації Mass Biologics з Медичної школи Університету Массачусетса, Інститут сироватки крові Індії винайшов швидкодіючий засіб проти сказу — моноклональні антитіла проти сказу, також відомий як препарат Rabishield.
Станом на  2020, компанія є найбільшим у світі виробником вакцин за кількістю вироблених доз, виготовляючи близько 1,5 мільярда доз вакцин щороку. Розроблена продукція включає вакцину проти туберкульозу Tubervac (БЦЖ), Poliovac проти поліомієліту та інші щеплення за графіком щеплень у дитячому віці.

## Розробка вакцини проти COVID-19
Компанія пов'язана з фармацевтичною фірмою AstraZeneca, яка розробляє AZD1222 у партнерстві з Оксфордським університетом. Повідомляється, що Інститут сироватки крові забезпечить 100 мільйонів (10 крорів) доз вакцини для Індії та інших країн з низьким та середнім рівнем доходу.
За оцінками, ціна вакцини становить ₹225 (близько 3 доларів) за дозу. У вересні 2020 року Генеральний контролер лікарських засобів Індії припинив випробування після того, як у добровольця в Оксфорді розвинулася хвороба після вакцинації, але незабаром їх випробування відновлено після згоди британських регуляторів. У грудні 2020 року Інститут сироватки крові Індії звернувся з екстреним запитом на затвердженням вакцини, розробленої разом з AstraZeneca, яка була затверджена через місяць.
Індійський інститут сироватки також досяг угоди з Novavax щодо виробництва вакцини NVX-CoV2373 для Індії та інших країн із низьким та середнім рівнем доходу. Компанія також буде виробляти назальну вакцину проти COVID-19 CDX-005.